# 采女祭
采女祭（うねめまつり）とは、奈良県奈良市の春日大社の末社で猿沢池の北西に鎮座する采女神社の例祭で、毎年仲秋の名月の日（旧暦8月15日）に行われる。

## 場所
采女神社及び猿沢池周辺。

## いわれ
奈良時代に天皇の寵愛をうけた采女（後宮で天皇の給仕をする女官の職名）が、天皇の関心が薄れたことを悲観し猿沢池に入水した霊を慰めるために始まったという。
王朝貴族が七夕の夜に、秋草で飾った花扇を御所に献上し、庭の池に浮かべて風雅を楽しんだ古事による。

## 祭りの内容

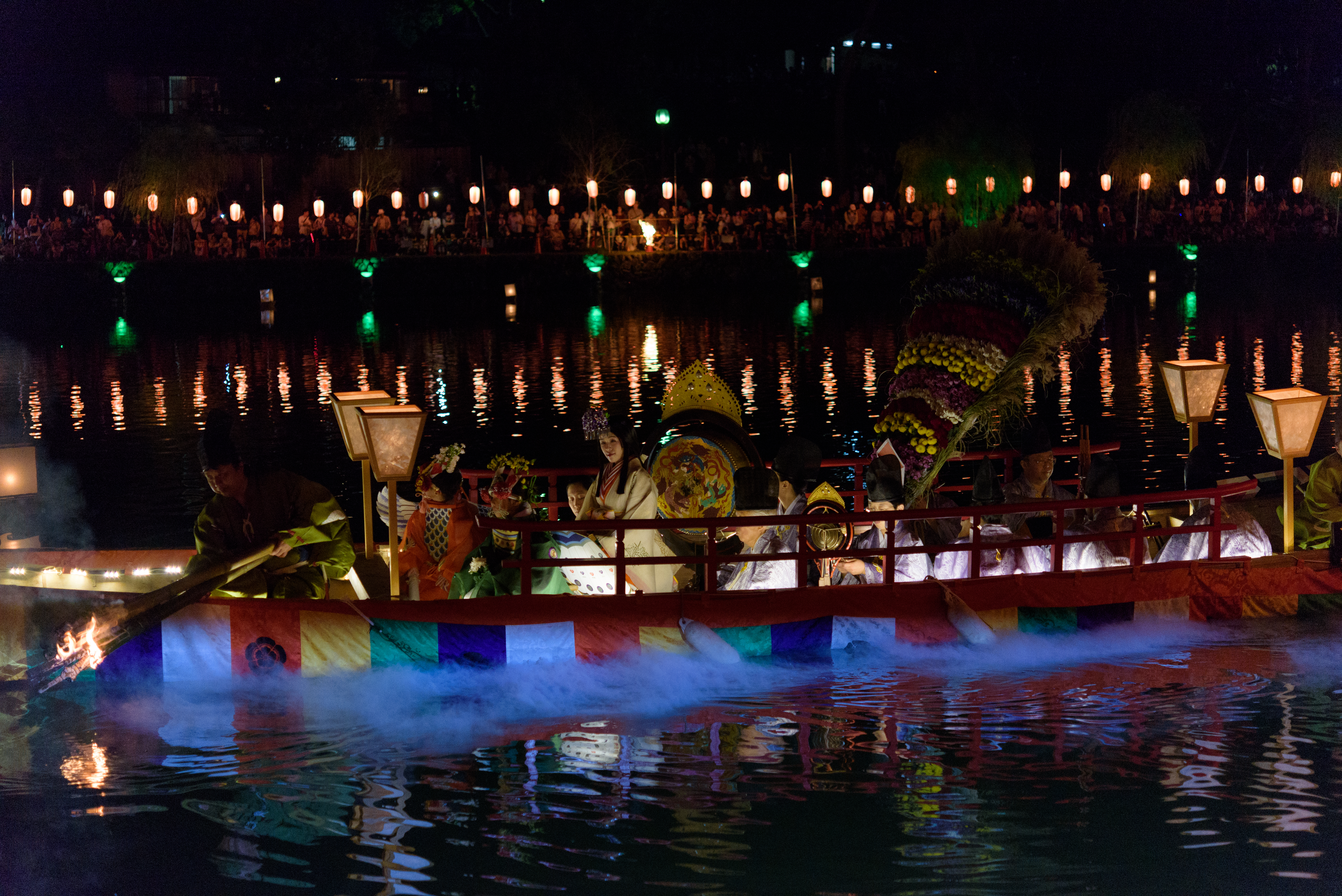
管絃船の儀

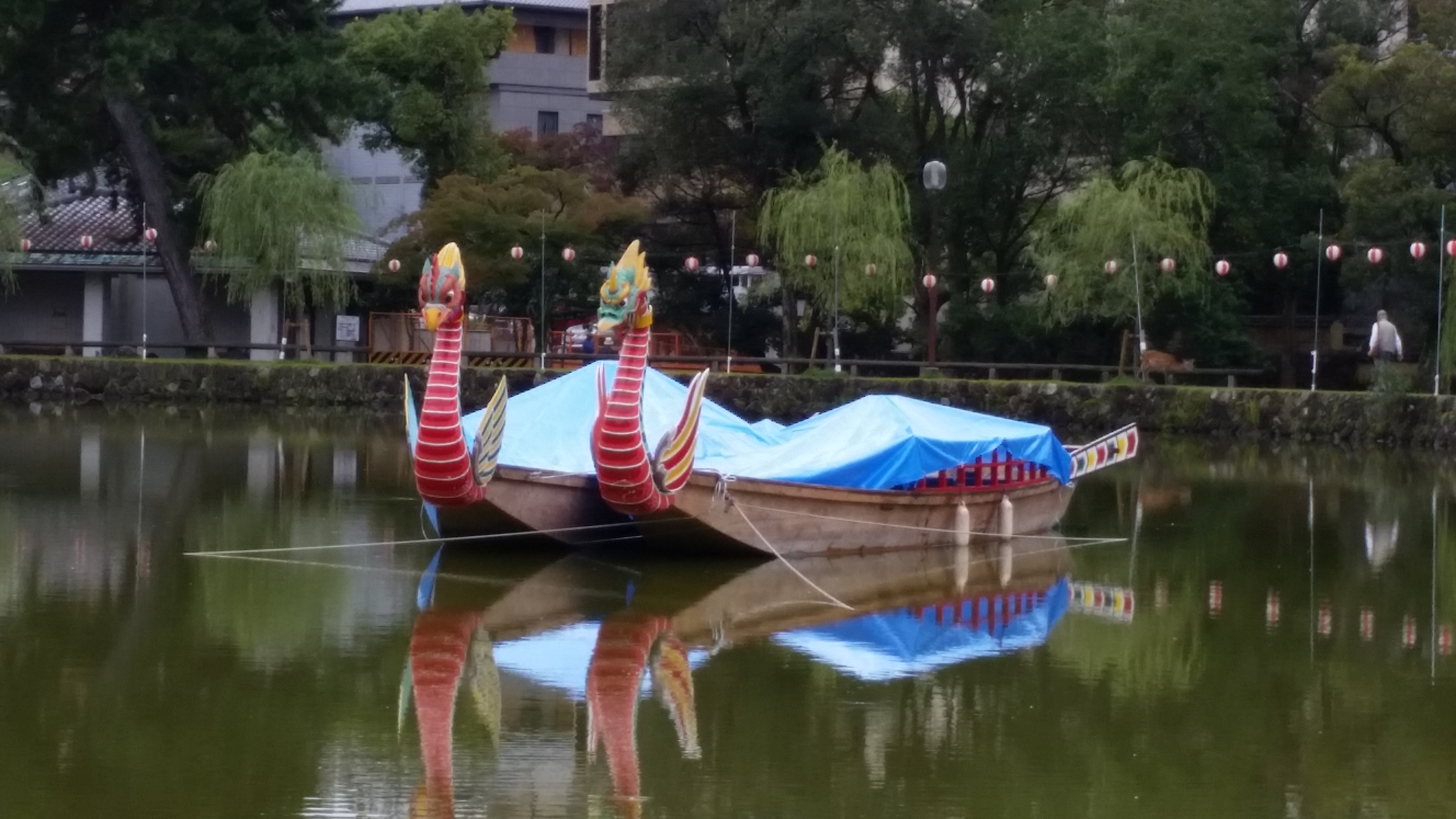
2隻の管絃舟（龍頭・鷁首）

祭りは、宵宮祭・花扇奉納行列・花扇奉納神事・管絃の船の儀とに大別される。

### 宵宮祭
前日の17時から神事が執り行われる。

### 花扇奉納行列

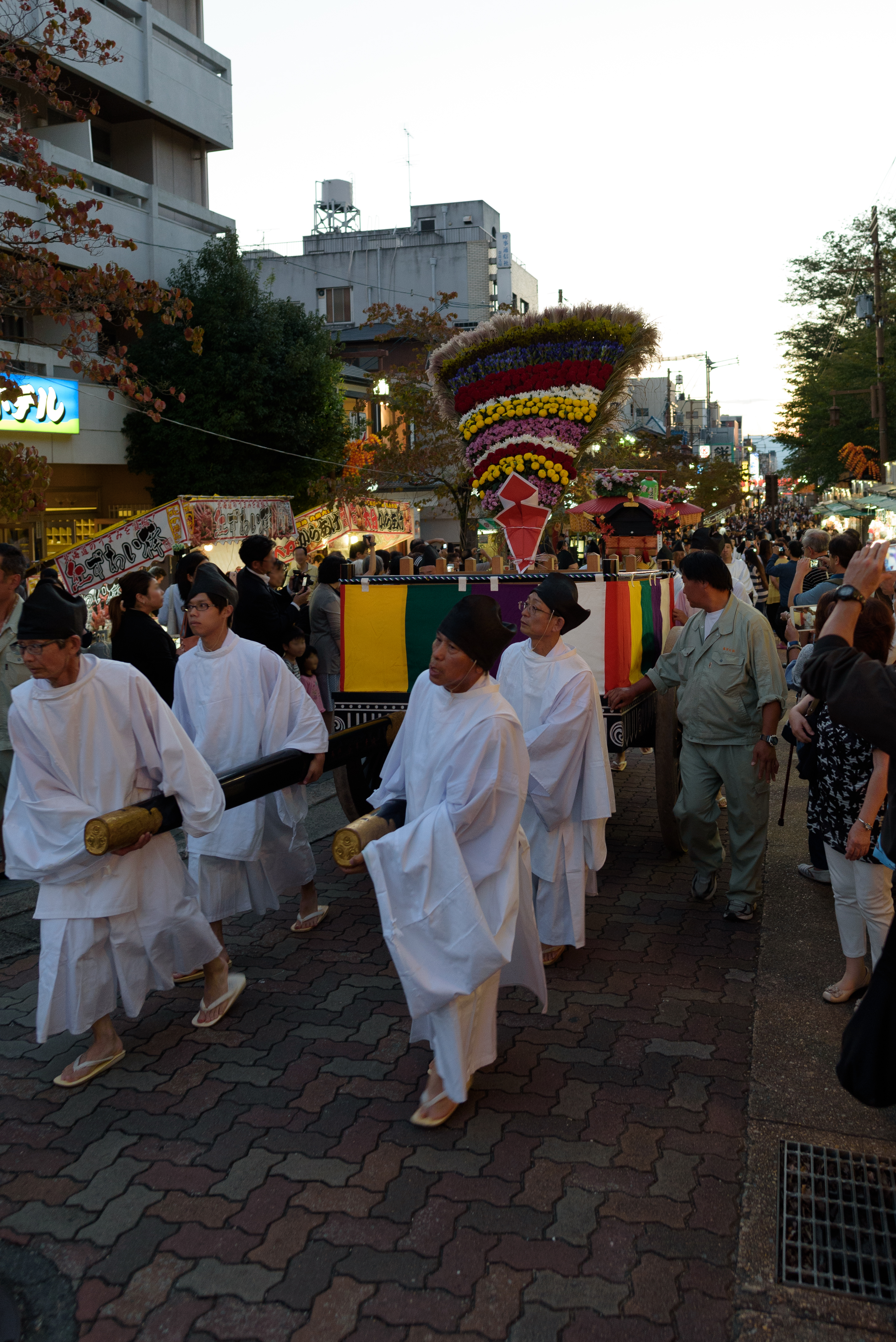
采女神社に到着した花扇奉納行列

仲秋の名月の当日の17時頃から花扇を乗せた車、稚児、花扇使が乗る御所車などの隊列がJR奈良駅を出発し、三条通り・小西さくら通り・東向通り・餅飯殿通りを経て猿沢池ほとりの采女神社までを練り歩く。

### 花扇奉納神事
18時から采女神社において、春日大社の神官による神事の後、花扇が奉納される。

### 管絃船の儀
19時より猿沢池において、2隻の管絃舟（龍頭・鷁首）が猿沢池を2周めぐり、花扇が池に投じられ祭りは終了する。

## その他
- 福島県郡山市とは古墳時代より交流があり、郡山市にも采女伝説が残っているため郡山うねめまつりが行われており、現在奈良市の姉妹都市として采女祭に「ミスうねめ」が参加している[3]。

## アクセス
- JR奈良駅または、近鉄奈良駅より徒歩5分